# Monumento natural de Las Playas
El monumento natural de Las Playas es un paisaje protegido situado al sureste de la isla de El Hierro (Canarias, España) que forma parte de la Red Canaria de Espacios Naturales Protegidos y de la Red Natura 2000. Pertenece a los municipios de Valverde y El Pinar. Limita al suroeste con el parque rural de Frontera.
Se trata de un gran escarpe semicircular, con un diámetro de unos seis kilómetros, que alcanza una altitud máxima de 1075 m s. n. m. en el Risco de Los Herreños. Este escarpe delimita una depresión interior por el norte, el oeste y el sur, estando abierta hacia el mar en su cuadrante este-sureste.
Este espacio fue declarado por Ley 12/1987, de 19 de junio, de Declaración de Espacios Naturales de Canarias, como paraje natural de interés nacional de Las Playas, y reclasificado a su actual categoría por la Ley 12/1994, de 19 de diciembre, de Espacios Naturales de Canarias.

## Escarpe
Mordiendo la meseta de Nisdafe, se abre un gran escarpe semicircular, con 1075 metros de altitud en el risco de los Herreños. La plataforma interior, adosada al escarpe, y abierta hacia el mar en su cuadrante oriental, adquiere su mayor extensión en el sector central, mientras que sus extremos nororiental y suroriental se van adelgazando progresivamente debido al abrupto rocoso.
Tradicionalmente, este espacio era recorrido por los rebaños que procedían de los altos de Azofa y El Pinar; se realizaba una trashumancia estacional, bajando a las costas durante el invierno para aprovechar los pastos verdes, y subiendo cuando estos recursos se agotaban y en los sectores altos existía una mayor humedad y reservas de pastos para el verano.
Las Playas constituyen una unidad geomorfológica perfectamente delimitada que toma su nombre de la playa de cantos y bloques que adosada al pie de la plataforma sedimentaria se extiende a lo largo de unos 6,5 km.
En el borde superior del escarpe del acantilado se localizan los grabados rupestres de la Cueva del Agua.
También en lo alto del escarpe de Las Playas, pero fuera del espacio protegido, las localidades de Taibique y Las Casas conforman el núcleo de El Pinar, que es la capital del municipio homólogo. El mirador de Las Playas, localizado en estas montañas, permite divisar el Roque de Bonanza y el Parador de Turismo de El Hierro, situados en la costa al pie del escarpe.

## Bahía
Al inicio de la bahía, que se encuentra al pie del escarpe, aparece la imponente figura del Roque de Bonanza, una formación rocosa que se alza verticalmente 200 metros sobre el suelo oceánico y que se ha convertido en uno de los símbolos representativos de la isla. Al otro extremo de la bahía se localiza el Parador de El Hierro.

## Demografía
En la zona de la bahía viven 110 personas (INE 2010), formando parte esta población del municipio de Valverde.
| 2000 | 2001 | 2002 | 2003 | 2004 | 2005 | 2006 | 2007 | 2008 | 2009 | 2010 | 2011 | 2012 |
| ---- | ---- | ---- | ---- | ---- | ---- | ---- | ---- | ---- | ---- | ---- | ---- | ---- |
| 34   | 47   | 60   | 75   | 91   | 105  | 109  | 110  | 112  | 111  | 110  | 110  | 112  |